# Munster (Käse)

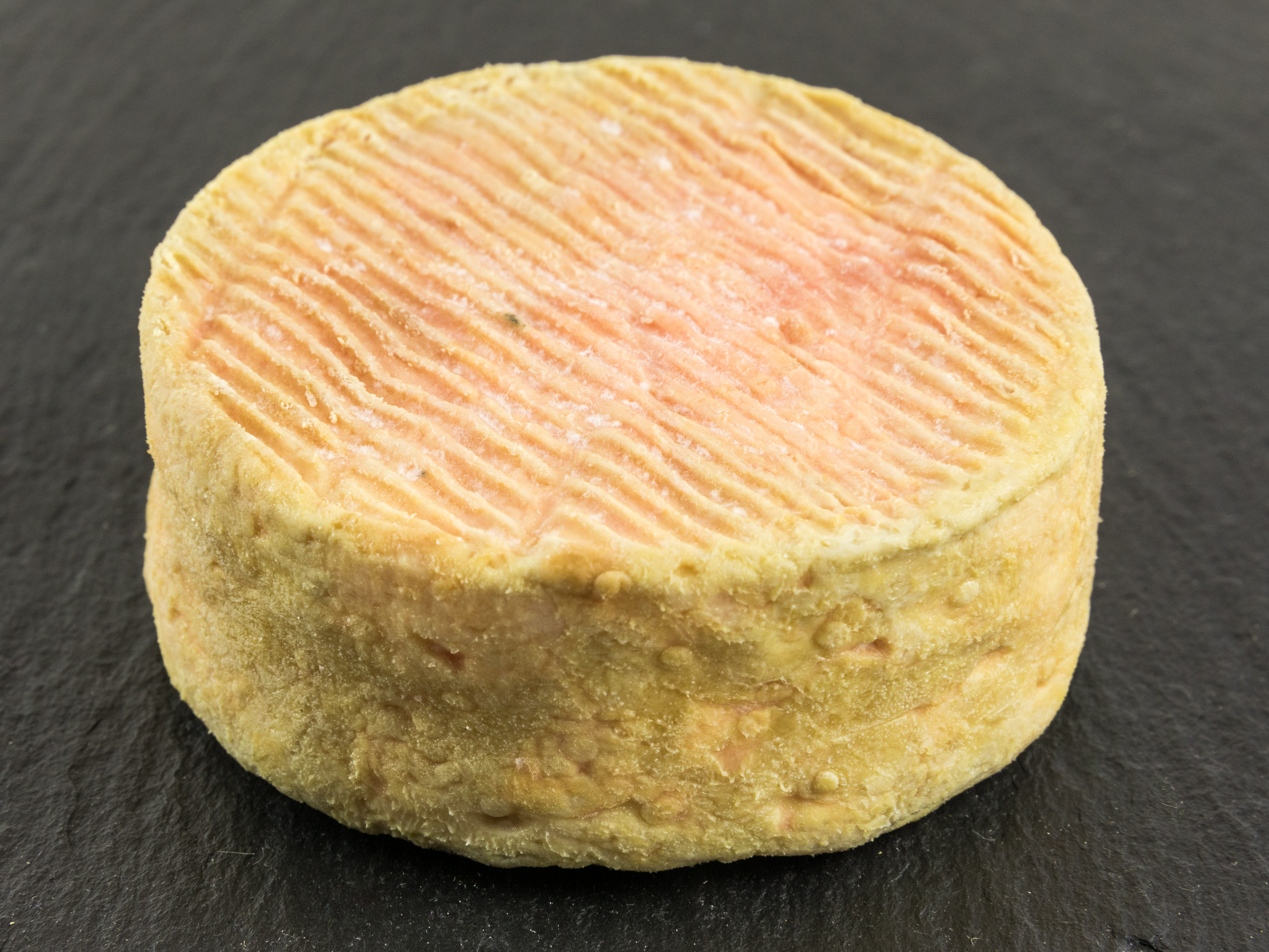
Petit Munster

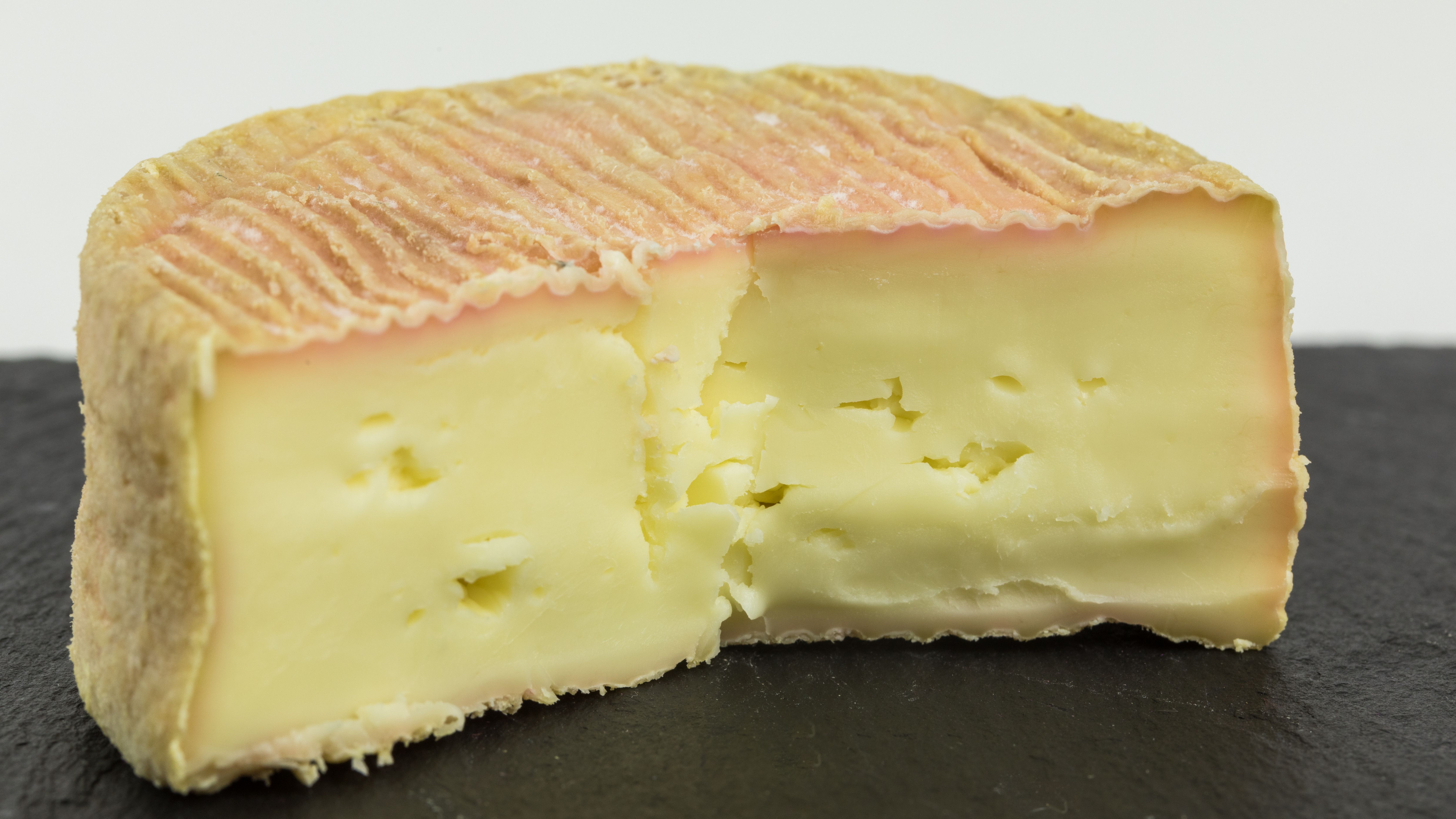
Petit Munster, angeschnitten

Munster (franz. Aussprache [mœ̃stɛʁ]) oder Munster-Géromé ist ein französischer Weichkäse aus den Hochvogesen und traditionell besonders aus dem elsässischen Münstertal (Vallée de Munster), heute Teil der französischen Region Grand Est. Dort wird der Käse im regionalen elsässischen Dialekt Minschtrkas genannt. Auf Deutsch wird er manchmal als Münsterkäse oder, die französische Benennung aufgreifend, als Munsterkäse bezeichnet. Daneben existieren als eigenständige Sorten der in Deutschland hergestellte Münsterkäse und der amerikanische Muenster cheese, die vom französischen Munster abgeleitet wurden.
Der Munster ist ein Rotschmierekäse, der traditionell aus Rohmilch und heute auch aus pasteurisierter Milch hergestellt wird. Er gehört zu den bekanntesten regionalen Spezialitäten des Elsass und ist der bekannteste Käse der Vogesen. In der Europäischen Union ist er als Lebensmittel mit geschützter Ursprungsbezeichnung (AOP) verzeichnet und darf als Munster oder Munster-Géromé nur in dieser Region hergestellt werden. Streng genommen ist der Géromé allerdings eine Variante des Munster von der lothringischen Seite der Vogesen, der sich in seiner Herstellung nur leicht vom Munster unterscheidet.

## Eigenschaften

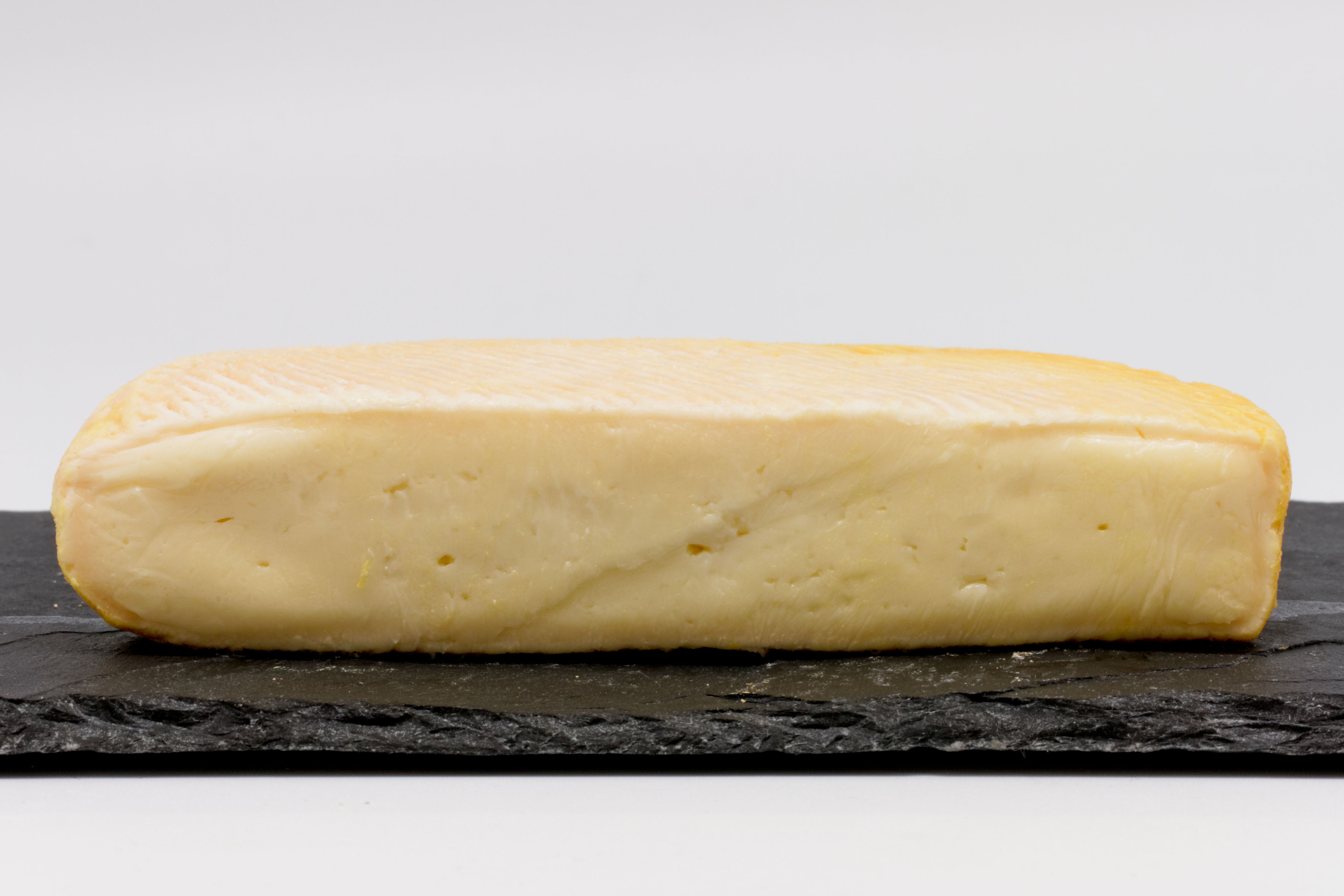
Munster fermier, Querschnitt durch einen Käselaib

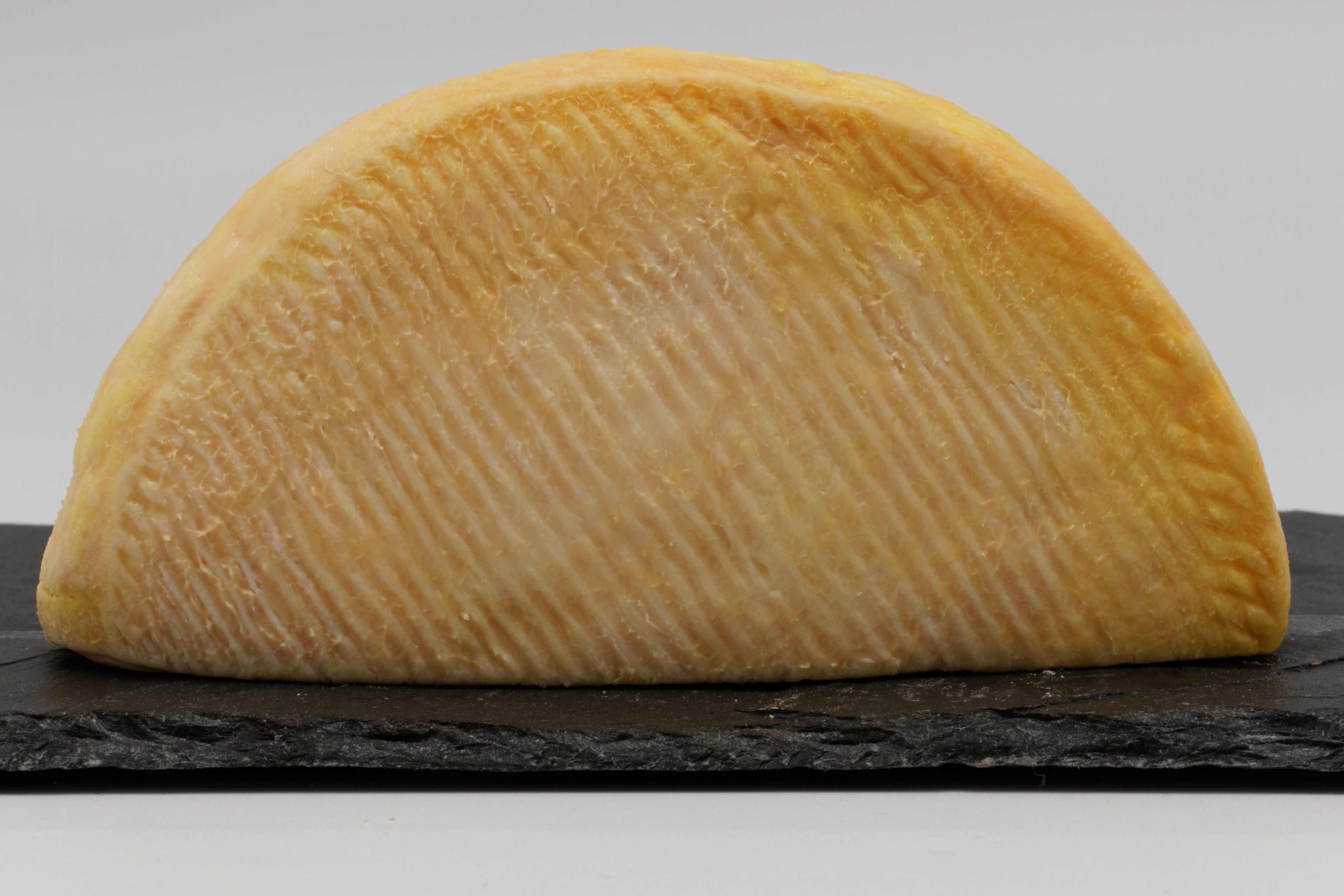
Munster fermier, Aufsicht

Der Munster gehört neben dem belgischen Fromage de Herve, dem Limburger und dem Romadur zu den bekanntesten Rotschmiere-Weichkäsesorten und wird als leichtgesalzener Käse von zylindrischer Form beschrieben. Bis zur Änderung der Spezifikation im Jahr 2020 galten folgende Vorgaben für Größe, Form und Gewicht: flache Laibe mit einem Durchmesser von 13 cm bis 19 cm und einer Höhe von 24 mm bis 80 mm hergestellt. Das Gewicht lag bei mindestens 450 g und maximal 1000 g. Als Petit Munster wurden Laibe von 7 cm bis 12 cm im Durchmesser und 20 mm bis 60 mm in der Höhe bezeichnet. Deren Gewicht lag bei etwa 120 g. Seit 2020 gibt es flache und hohe Zylinder in sechs Varianten, die Bezeichnung Petite Munster wurde gestrichen. Statt des Käsedurchmessers wird nun der Innendurchmesser der Form vorgegeben, um möglichen Verformungen gerecht zu werden. Bei längerer Reifung können die Käse auch einsinken, deshalb wird nun nur eine maximale Höhe des Käses geregelt:
| Gewicht             | Innendurchmesser der Form | Maximale Höhe des Käses |
| ------------------- | ------------------------- | ----------------------- |
| 120 g bis 170 g     | 7,5 cm bis 8 cm           | 4 cm                    |
| 200 g bis 280 g     | 10 cm bis 11 cm           | 4 cm                    |
| 280 g bis 340 g     | 11 cm bis 12 cm           | 4 cm                    |
| 450 g bis 600 g     | 14 cm bis 16 cm           | 4 cm                    |
| 700 g bis 1 000 g   | 16,5 cm bis 19 cm         | 4 cm                    |
| 1 000 g bis 1 750 g | 16,5 cm bis 19 cm         | 7 cm                    |

Der Käse hat eine feine Rotschmiereschicht auf gewaschener glatter und leicht feuchter Rinde. Die Rinde ist durch die Rotschmiere gelb, orangefarben oder rotorange, die Färbung ist  ist vor allem auf rote Fermente (einschließlich Brevibacterium linens) zurückzuführen. Die Ausprägung der Bakterienschicht kann unterschiedlich sein. Sie kann bei Käselaiben aus bäuerlicher Herstellung rissig und partiell verflüssigt sein. Der Käseteig ist glatt, cremig-weich bis fließend geschmeidig und hat eine hellgelbe bis gelbe Färbung. Bei einigen Produzenten wurde der Käseteig mit Annatto (Orleanfarbstoff) gefärbt, wodurch er dunkler und intensiver gelb bis gelb-orange wird. Seit 2020 ist die Verwendung jeglicher Farbstoffe untersagt. Er hat keine Löcher oder nur wenige Bruchlöcher im Teig. Charakteristisch für den Käse ist sein strenger, kräftiger und durchdringender Geruch, der durch die Reifung entsteht. Junger Munster hat eine cremige und etwas bröckelige Konsistenz, er schmeckt „frisch, nussig und voll“. Gereifter Munster schmeckt „kräftig und charaktervoll, intensiv und aromatisch.“
Der Fettgehalt in der Trockenmasse des Munster betrug mindestens 40 % und durchschnittlich 45 % bis 50 %. Seit 2020 wird der Fettgehalt mit mindestens 20 g je 100 g Käse vorgegeben. Die Trockenmasse selbst muss mindestens 44 % der Käsemasse betragen.  Der durchschnittliche Kochsalzanteil im Käse beträgt 2,7 %, der Kalziumanteil 0,22 % (und entspricht damit einem relativen Kalziumanteil der fett- und kochsalzfreien Trockenmasse von 1,04 %) und der Phosphoranteil 0,18 %.
Neben dem ungewürzten Munster wird auch ein Munster mit Kümmel hergestellt, der als Munster au cumin oder Munster cumé vermarktet wird. Der Kümmelgehalt beträgt zwischen 0,5 % und 1,5 % an der Trockenmasse des Endproduktes.

## Geschichte

### Entstehung und Ausbreitung
Der Munster kommt ursprünglich aus dem Fechttal in der Gegend von Munster (deutsch Münster) aus dem Vallée de Munster in den Vogesen im Elsass. Das Tal wurde nach der Klostergründung der seit 668 ansässigen irischen und später italienischen Benediktinermönche als Gregoriental, Münstertal oder Vallée de Munster bekannt. Um das Kloster herum siedelten sich der Überlieferung nach Bauern an, die ihre Kühe auf die Hautes Chaumes (Hochweiden), eine unbewaldete und grasbewachsene Landschaft der Gegend auftrieben, um eine verbesserte Milchviehhaltung und damit auch eine höhere Käseproduktion zu ermöglichen. In Aufzeichnungen um 850 wird von einem regelmäßigen Weideauftrieb in diesem Teil der Vogesen berichtet, wo sich die hauptsächlichen Herstellungsorte für die Käserei an den Osthängen der Berge in Höhen von etwa 1000 bis 1425 Metern befanden. Traditionell brachen die Milchbauern (Melker, marcaires) zum Urbanstag am 25. Mai auf, um ihre Kühe zu den hochliegenden Weiden zu bringen.

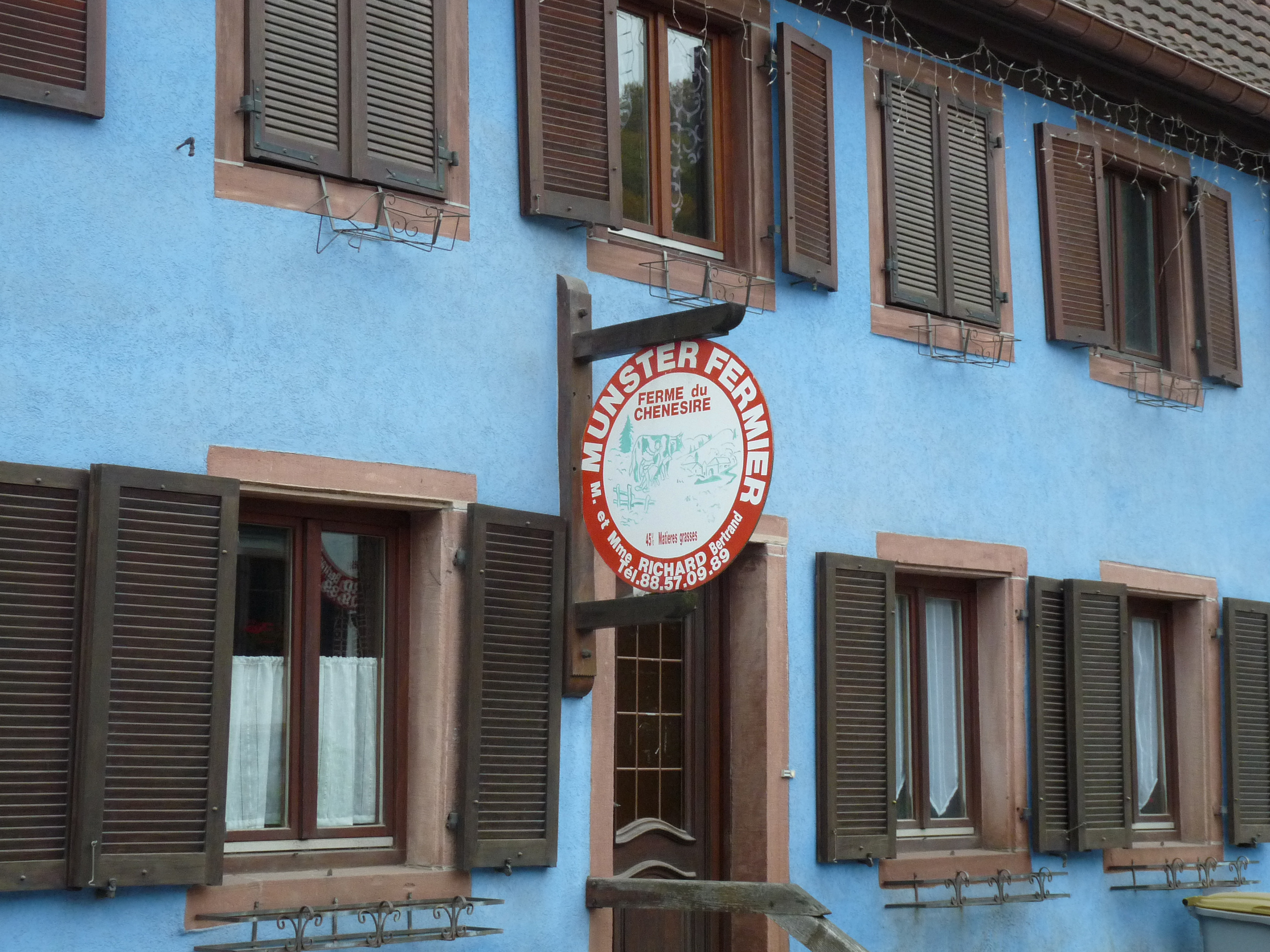
Traditionelle Munster-Käserei in Steige, Bas-Rhin
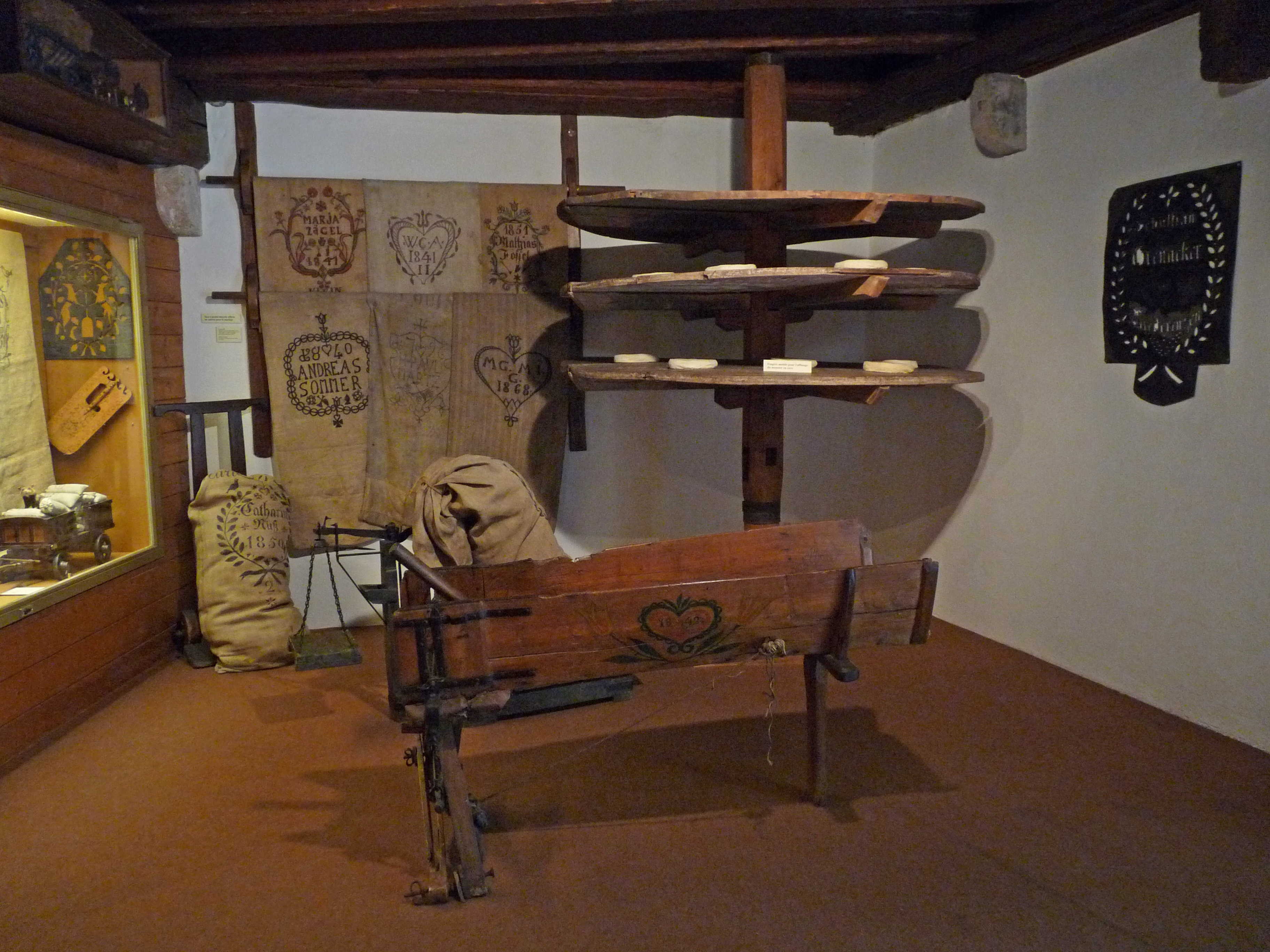
Historische Ausstattung einer Munsterkäserei mit Käsewanne und Reifegestell
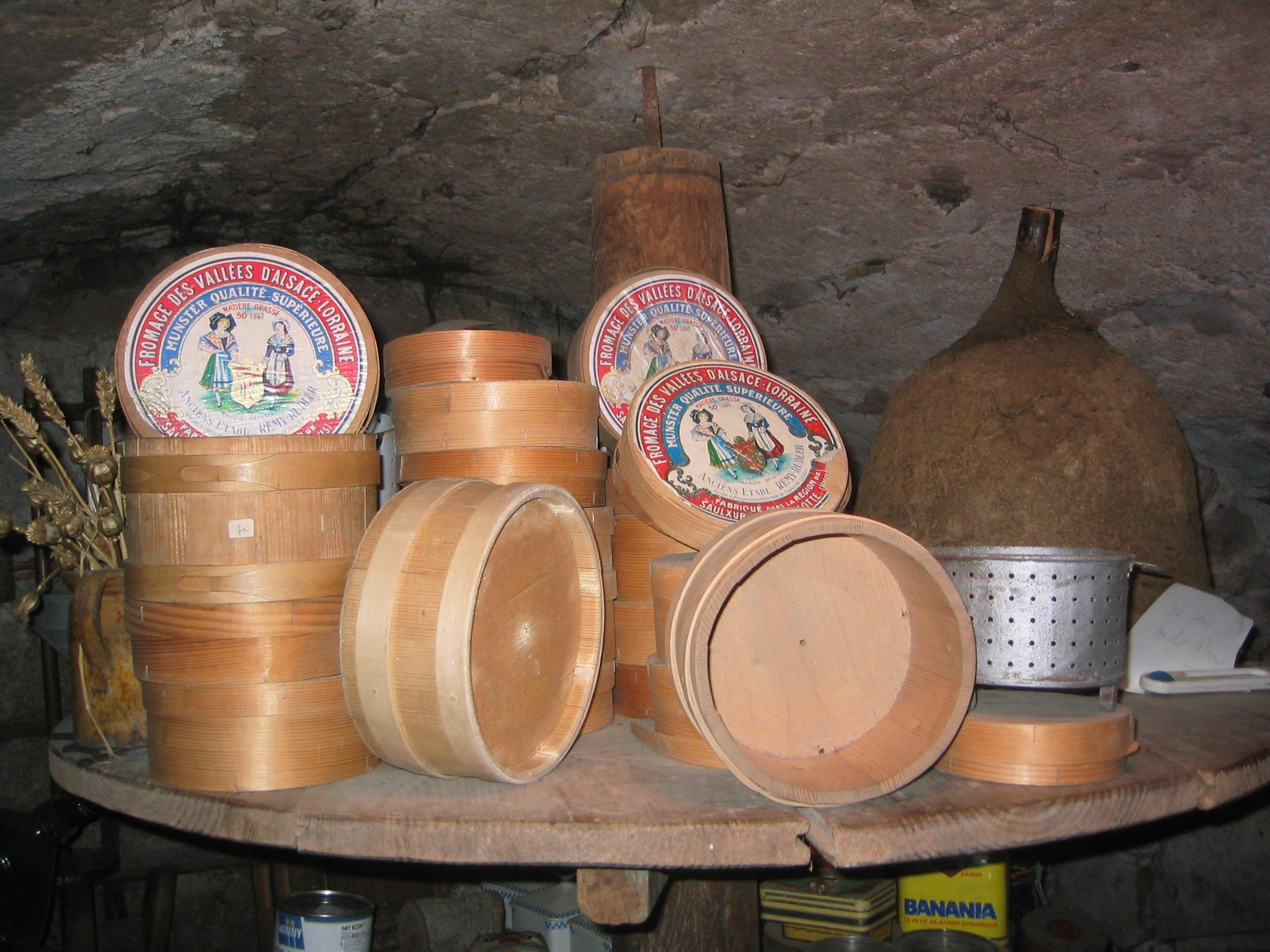
Käseformen und Spanschachteln für die traditionelle Munster-Herstellung

Durch den Auftrieb gelangte der Käse auch auf die lothringische Seite der Vogesen, wo sich ebenfalls Höfe und Käsereien ansiedelten. Die Stadt Sancti Gerardi Mare wurde dort 1285 von Lothringern und Elsässern gemeinsam gegründet und bekam im Volksmund den Namen Gérardmer und wurde im Dialekt Géromé genannt. Gérardmer wurde sehr schnell ein Handelszentrum für den elsässischen Munster als auch für den lothringischen Géromé. Heute heißt der Weichkäse mit der gewaschenen Rinde östlich der Vogesen im Elsass Munster, während er westlich des Gebirgskamms in Lothringen Géromé genannt wird. Die Bezeichnung Géromé ist aber nicht gesetzlich geschützt.

### Rinderrassen und Futtermittel

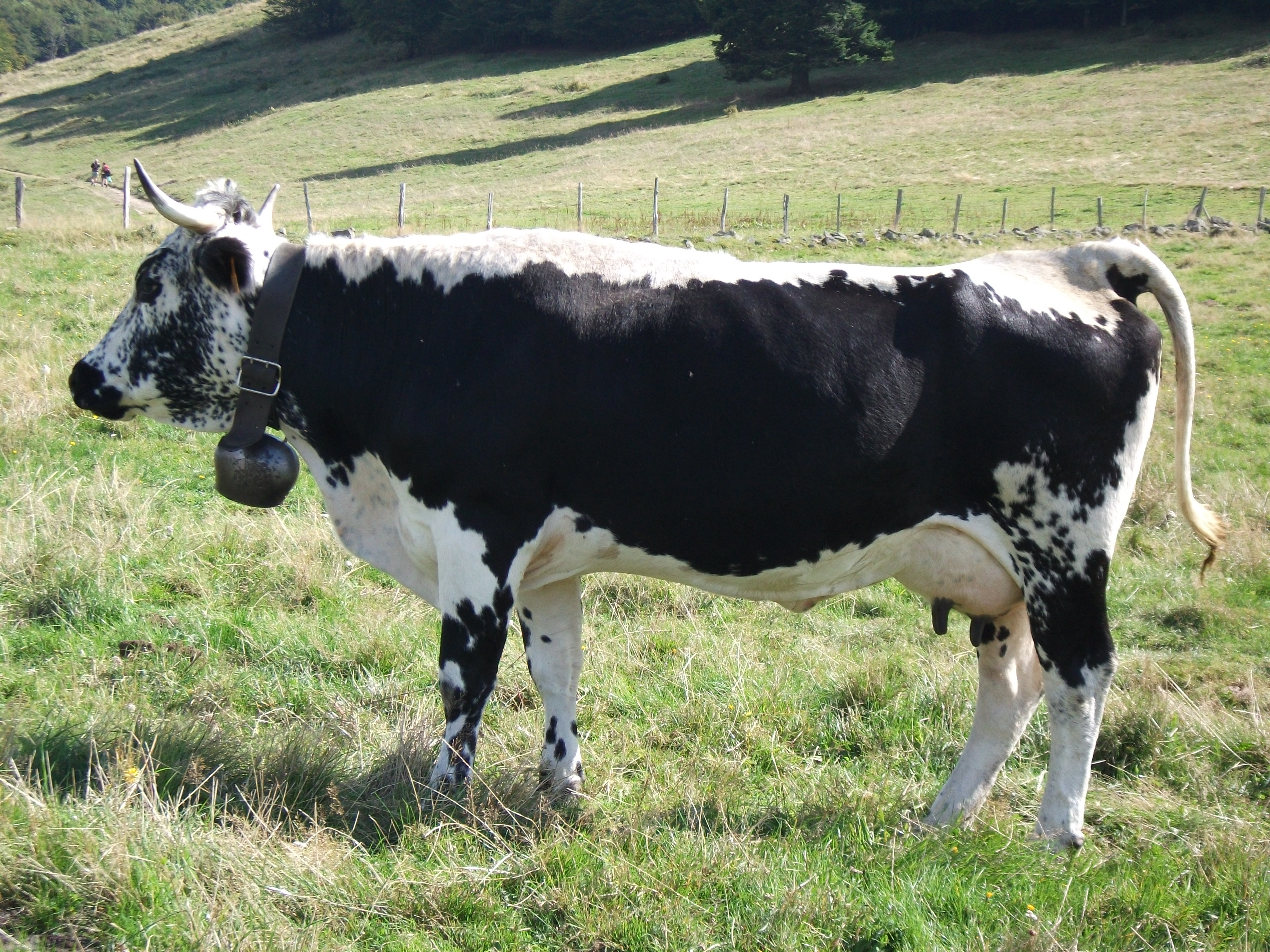
Vogesenrind

In den Vogesen war traditionell das Vogesenrind die dominierende Hausrindrasse. Sie wurde allerdings zunehmend von anderen Rassen verdrängt und ist vom Aussterben bedroht. Gab es 1914 noch etwa 35 000 Kühe und 1936 noch etwa 10 000, so waren es 1970 nur noch circa 3 000. Die für den Munster verwendete Milch stammt ausschließlich von Kühen der Rassen Vogesenrind, Simmentaler Fleckvieh, Prim’Holstein oder Montbéliarde oder von Kühen aus Kreuzungen mit diesen Rassen. Weniger als 1 % der für den Munster verwendeten Milch stammen vom Vogesenrind. Hinweise auf die Rasse der Vogesenrinder bei der Kennzeichnung und in der Werbung für den Käse sind nur zulässig, wenn mindestens 70 % der Kühe der Herde dieser Rinderrasse angehören.
Die Kühe müssen mindestens 150 Tage pro Jahr auf der Weide gehalten werden, pro Tier müssen mindestens 10 Ar Weidefläche zur Verfügung stehen. Die Grundration der Kühe muss zu mindestens 70 % aus Raufutter (inklusive Mais, Sorghum, Futterrüben und Getreide) bestehen, wobei Gras einen Großteil davon ausmacht (mindestens 40 % des Jahresdurchschnitts und mindestens 25 % an jedem Tag). Mindestens 95 % des Raufutters muss aus dem geografischen Herstellungsgebiet stammen, und davon wiederum 70 % vom eigenen Betrieb. Silage ist zulässig. Bestimmte Futtermittel wie Kreuzblütler sind verboten, um den Milchgeschmack nicht zu beeinträchtigen. Kraftfutter ist auf maximal 1,8 Tonnen Trockenmasse pro Kuh und Jahr begrenzt und darf kein Tiermehl enthalten. Die Produzenten sind verpflichtet, detaillierte Aufzeichnungen über die Fütterung und die Herkunft der Futtermittel zu führen.

### Industrialisierung
Die ursprüngliche Herstellung fand in bäuerlichen Sennereien statt, wurde später jedoch zunehmend von größeren Käsereien und Molkereien übernommen. Der Käse vom Bauern heißt daher auch Munster fermier, der von der Molkerei Munster laitier. Die industrielle Herstellung in Molkereien begann erst zur Wende zum 20. Jahrhundert. Im Jahr 1968 wurden etwa 4000 Tonnen Munster in Molkereien als Munster (laitier) und etwa 100 Tonnen Munster (fermier) in bäuerlichen Sennhütten hergestellt.
1969 wurde der Munster erstmals als Appellation d’Origine in Frankreich eingetragen. 1978 wurde dem Munster der Name Géromé angehängt und die Bezeichnung Munster-Géromé wurde ebenfalls gleichwertig als offizielle Bezeichnung registriert. 1996 wurden der Munster und der Munster-Géromé gemeinsam mit zahlreichen anderen Lebensmitteln auch europaweit als geschützt anerkannt (Appellation d’Origine Protégée). Damit soll sichergestellt werden, dass das Produkt speziellen Qualitätsanforderungen entspricht, zudem sind die spezifischen Herstellungsbedingungen festgelegt. So darf der geschnittene Bruch vor dem Ausformen weder gewaschen noch geknetet werden. Die Herstellungskategorien des Appellation d’Origine Contrôlée sind Fermier, Coopératives und Industriel, damit darf der Käse nach allen drei Herstellungskategorien hergestellt werden. Bei Käsesorten, die nicht am Ort ihrer Herstellung reifen, sind sowohl Herstellungs- als auch Reifungsort auf dem Etikett anzugeben. Die Herstellung ist auf die Departements Bas-Rhin, Haut-Rhin, Vosges, Meurthe-et-Moselle, Moselle, Haute-Saône und Territoire de Belfort beschränkt. Die Milch kann sowohl pasteurisierte Vollmilch als auch Rohmilch sein.

### Produktionsmengen
Der Munster gehört zu den beliebtesten Käsesorten Frankreichs und ist heute der Käse mit der sechstgrößten Produktionsmenge im Land. Nach Angaben des Institut national de l’origine et de la qualité (INAO) werden pro Jahr etwa 6500 Tonnen Munster produziert (Stand 2017); die Produktionsmengen nahmen von mehr als 6600 Tonnen 2014 auf etwa 6300 Tonnen 2017 leicht ab. Im Vergleich zu den Produktionszahlen der Jahre 2005 bis 2007 mit jeweils über 8000 Tonnen pro Jahr sind die Produktionsmengen deutlich zurückgegangen. Zu den größten Produzenten zählen Fromagerie de l’Ermitage sowie die Sodiaal-Konzerntöchter Les Fromageries de Blâmont und Compagnie des Fromages & RichesMonts.

### Münsterkäse und Muenster cheese

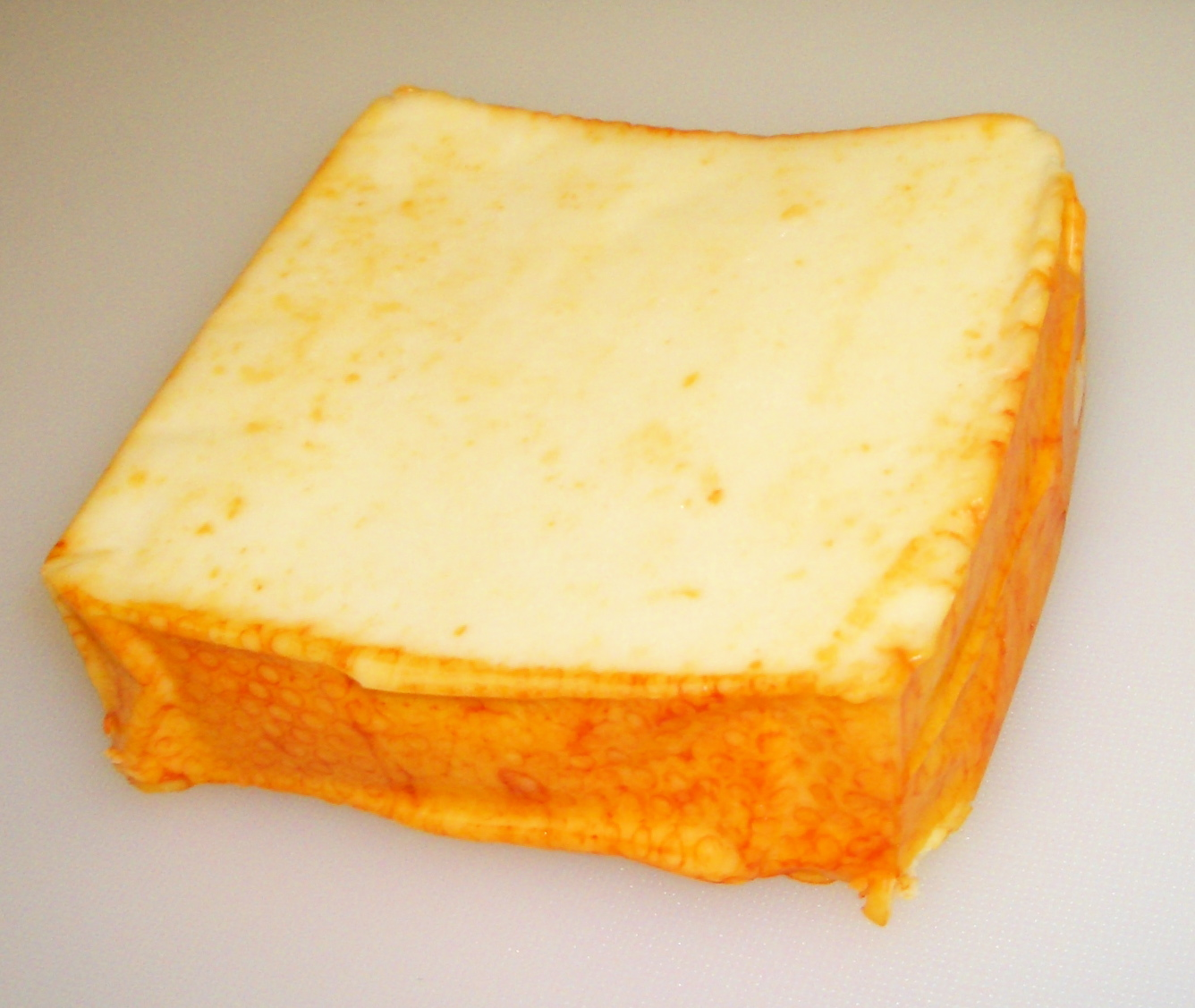
Amerikanischer Muenster cheese

Neben dem Munster-Géromé mit Herkunftsnachweis wird Käse vom Munster-Typ oder Münsterkäse international hergestellt, vor allem in weiteren Teilen Frankreichs, in Deutschland, als Münster Chäs in der Schweiz und in den Vereinigten Staaten. Vor allem in den Vereinigten Staaten, wo der Käse als Muenster cheese bekannt ist und von deutschen Einwanderern eingeführt wurde, weicht allerdings der Herstellungsprozess von dem des originalen Munsters ab, dabei ist etwa ein Nachwärmen allgemein üblich. In Deutschland ist die Herstellung des Münsterkäses durch die Käseverordnung bereits in der älteren Fassung von 1951 und der heute gültigen Fassung von 2016 geregelt, wo er als Standardsorte beschrieben ist.

## Herstellung
Der Munster und der Munster-Géromé werden entweder traditionell in Kleinkäsereien und Sennhütten als Munster fermier oder in größeren Molkereien als Munster laitier hergestellt. In den Grundlagen unterscheiden sich diese beiden Herstellungsmethoden nicht. Die von der bäuerlichen Herstellung abgeleitete Käserei in Molkereien ist jedoch auf eine deutlich effizientere Massenherstellung ausgerichtet.
Neben der Milch sind ausschließlich Lab, Bakterien-, Hefe- und Schimmelkulturen, Kalziumchlorid, Salz sowie Kümmel als Zutaten zugelassen. Die Ausbeute der Käseherstellung beträgt etwa 12 bis 14 Kilogramm aus 100 Liter Milch.

### Traditionelle Herstellung

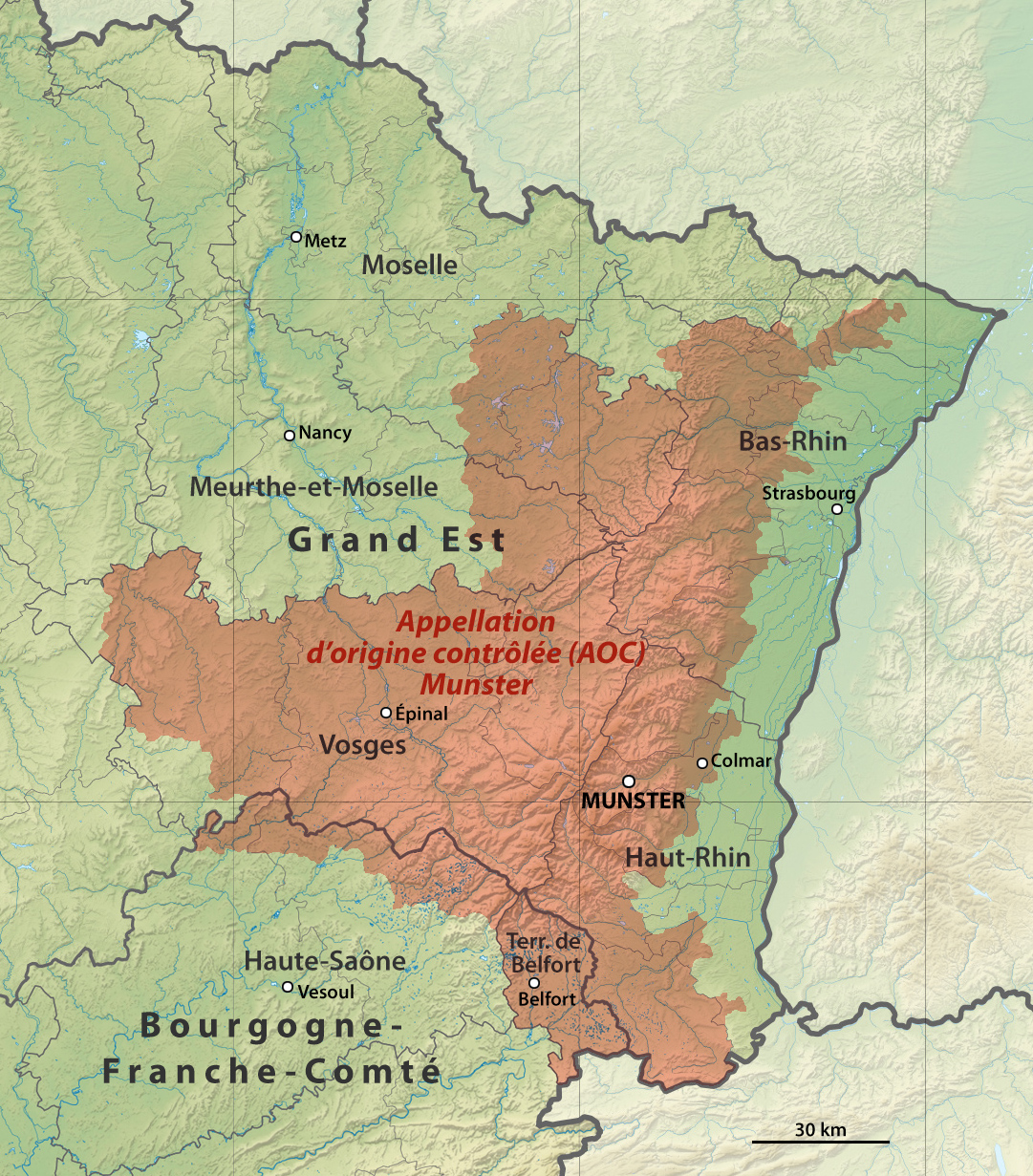
Regionen der Munsterproduktion in Frankreich entsprechend der AOC-Zuweisung

Der Munster fermier wird traditionell in der Zeit vom späten Mai bis Anfang Oktober einmal am Tag aus einer Mischung der vorgereiften Abendmilch des Vortages mit der Morgenmilch hergestellt. Der Géromé wird dagegen zweimal am Tag angesetzt. In der bäuerlichen Herstellung wird grundsätzlich Rohmilch eingesetzt. In Molkereien wird der Käse dagegen in der Regel mit pasteurisierter und vorgereifter Milch produziert, wobei sich die Käserei selbst nicht wesentlich unterscheidet. Die Milch wird teilweise durch Mischung mit teilentrahmter Milch auf einen Fettgehalt von etwa 3,4 % Fett eingestellt. Die Einlabung, also das Zufügen des Labenzyms zum Ausfällen des Milcheiweißes, geschieht bei im Kupferkessel leicht erwärmter oder kuhwarmer Milch. Diese hat in den östlichen Vogesen in der Regel eine Temperatur von 26 bis 30 °C; in den westlichen Vogesen sind 30 bis 32 °C üblich. Danach wird die Mischung für etwa 60 bis 120 Minuten, beim Géromé für etwa 30 Minuten, ruhiggestellt, damit die Enzyme wirken und die Milch eindicken können. Danach wird die Käsemasse kreuzweise mit dem Säbel oder der Käseharfe geschnitten, bis der Bruch in nussgroßen Stücken vorliegt. Abschließend wird er verzogen sowie erneut für 30 bis 60 Minuten ruhig gestellt, damit sich der Bruch von der Molke absetzen kann.
Anschließend wird der Bruch mit Hilfe von casseroles ausgeschöpft und in die Käseformen gebracht. Teilweise wird beim Ausschöpfen Kümmel in die Bruchmasse gegeben, um den Munster au cumin herzustellen. Traditionell wurden als Käseformen perforierte Holzformen, Trotten, mit einem Durchmesser von 15 bis 18 Zentimetern und einer Höhe von 8 bis 10 Zentimetern, einem Durchmesser von 20 bis 22 Zentimetern und einer Höhe von 30 Zentimetern oder einem Durchmesser von 36 bis 40 Zentimetern und einer Höhe von 15 bis 18 Zentimetern benutzt, die teilweise mit Tüchern ausgelegt wurden. Mittlerweile sind diese durch Formen aus verzinntem oder emailliertem Eisenblech ersetzt. Nach etwa 5 bis 6 Stunden werden die Laibe zum ersten Mal gewendet und nach weiteren 5 bis 6 Stunden in neue Formen umgeformt oder die Formen werden gereinigt, um Verstopfungen der Perforierung zu entfernen. Insgesamt werden die Käselaibe am ersten Tag viermal gewendet und das Ablaufen der verbliebenen Molke erfolgt während der ersten drei bis vier Tage. Dabei werden die Käse bei Temperaturen von 18 bis 22 °C gelagert, im Winter in Talkäsereien auch kälter bei 15 bis 20 °C. In Saulxures werden am vierten Tag, nach dem Abfließen der Molke, für einen Tag jeweils zwei bis drei Laibe übereinander in eine einzelne Form gelegt, sodass die letzten Reste der Molke durch ein leichtes Pressen ausgetrieben werden.
Die Laibe werden nach dem Pressen zuerst trocken von Hand gesalzen, wobei ein Kochsalzgehalt von 3 bis 3,5 % angestrebt wird; anschließend werden die Käse zum Trocknen für fünf bis sechs Tage ins Freie gestellt. Danach erfolgt die Reifung im Keller bei Temperaturen von 10 bis 14 °C auf Gestellen, die früher mit Binsen oder Roggenstroh belegt wurden und heute mit hölzernen Käsebrettern ausgelegt sind. Der Munster reift vier bis sechs Wochen, der Munster Petite etwa zwei Wochen und der Géromé je nach Größe zwei bis fünf Monate. Als Rotschmier- oder Rotkulturkäse wird die Oberfläche während der Reifung regelmäßig (etwa dreimal wöchentlich) mit einer Mischung aus Wasser, Rotschmierkulturen und 2 bis 3 % Kochsalz gewaschen, gesalzen und geschmiert. Hierdurch überzieht sich der Käse mit einer dunkelgelben bis orangefarbenen schmierigen Rinde, die durch die Bakterien hervorgerufen wird.
Die Verpackung der Käse erfolgt in Pergamentpapier oder paraffiniertes Papier und in Spanschachteln.

### Industrielle Herstellung
Bei der industriellen Herstellung des Munster laitier in Molkereien wird im Gegensatz zur häuslichen Herstellung keine Rohmilch, sondern durch Erhitzen auf 72 °C pasteurisierte Milch verwendet. Der Fettgehalt der Milch wird auf 3,15 % eingestellt, der Säuregrad beträgt etwa 6,5 °SH bzw. 15,5 °D. Teilweise wurde bis 2020 die Milch mit Orleanfarbstoff angefärbt, bevor sie zum Vorreifen mit 0,15 % Starterkulturen (Säurewecker) eingestellt wird. Die Vorreifung dauert etwa 18 bis 20 Stunden und geschieht in großen Milchlagertanks mit bis zu 30.000 Liter Volumen. Danach werden der Milch weitere Starterkulturen zugegeben und sie wird in Käsewannen umgefüllt. Zu der Milch wird Lab zugegeben, wobei auf 100 Liter Milch etwa 22 bis 32 Milliliter Lab für eine Labstärke von 1:10.000 hinzugefügt werden.
Die Einwirkzeit der Enzyme beträgt insgesamt etwa zwei Stunden. Der entstandene Käsebruch wird mit Hilfe von Bruchschneidern schnell in Würfel mit einer Kantenlänge von 1,5 bis 3 Zentimeter geschnitten, dann erfolgt das Absitzen des Bruchs und die Trennung von Bruch und Molke (Synärese) innerhalb von 3 bis 5 Minuten. Die Molke wird danach möglichst schnell abgeschöpft und etwa 75 Minuten nach dem Einlaben wird der Bruch in die Formen aus Eisenblech, Aluminium oder Kunststoff geschöpft. Unmittelbar nach dem Einfüllen werden die Laibe zum ersten Mal gewendet. Dies geschieht am ersten Tag insgesamt viermal. Der Molkeauslauf erfolgt insgesamt über 21 bis 24 Stunden, das Salzen erfolgt trocken von Hand oder durch mehrmalige Salzbäder innerhalb der ersten 36 Stunden, bis ein erwünschter Salzgehalt von 2 % erreicht ist. Das Trocknen erfolgt über 24 Stunden bei 18 °C und 70–75 % relativer Feuchte, danach werden die Käse zur Reifung vier bis fünf Wochen bei 11–16 °C und 90–95 % relativer Feuchte eingestellt. Während der Reife werden die Laibe jeden zweiten Tag gewaschen, geschmiert und gewendet.
Die Verpackung der Käse erfolgt in Cellophan, das auf Pergamentpapier kaschiert ist. Danach werden die verpackten Käse in Span- oder Kartonschachteln eingelegt. Die Schachteln werden in Transportstiegen gestapelt und bei Temperaturen von 3–4 °C transportiert.

### Starterkulturen und Mikrobiologie

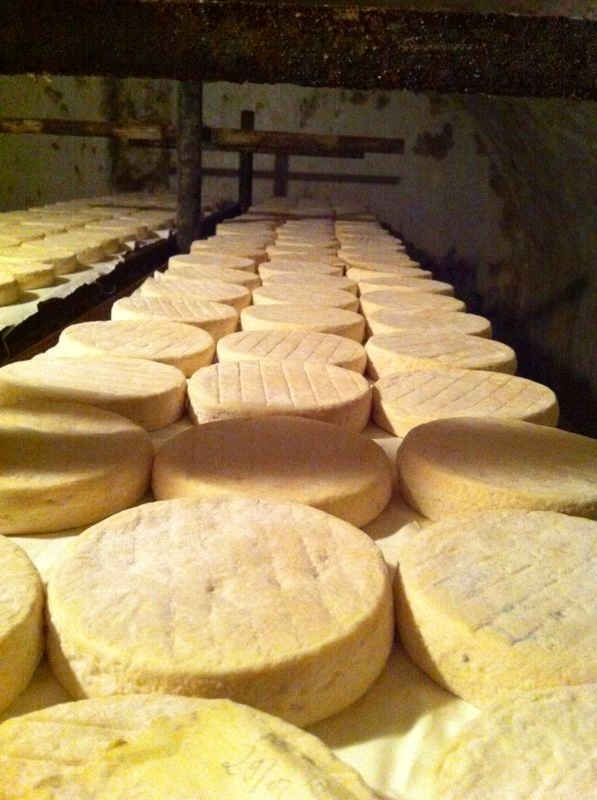
Munsterlaibe des Munster laitier während der Reifung

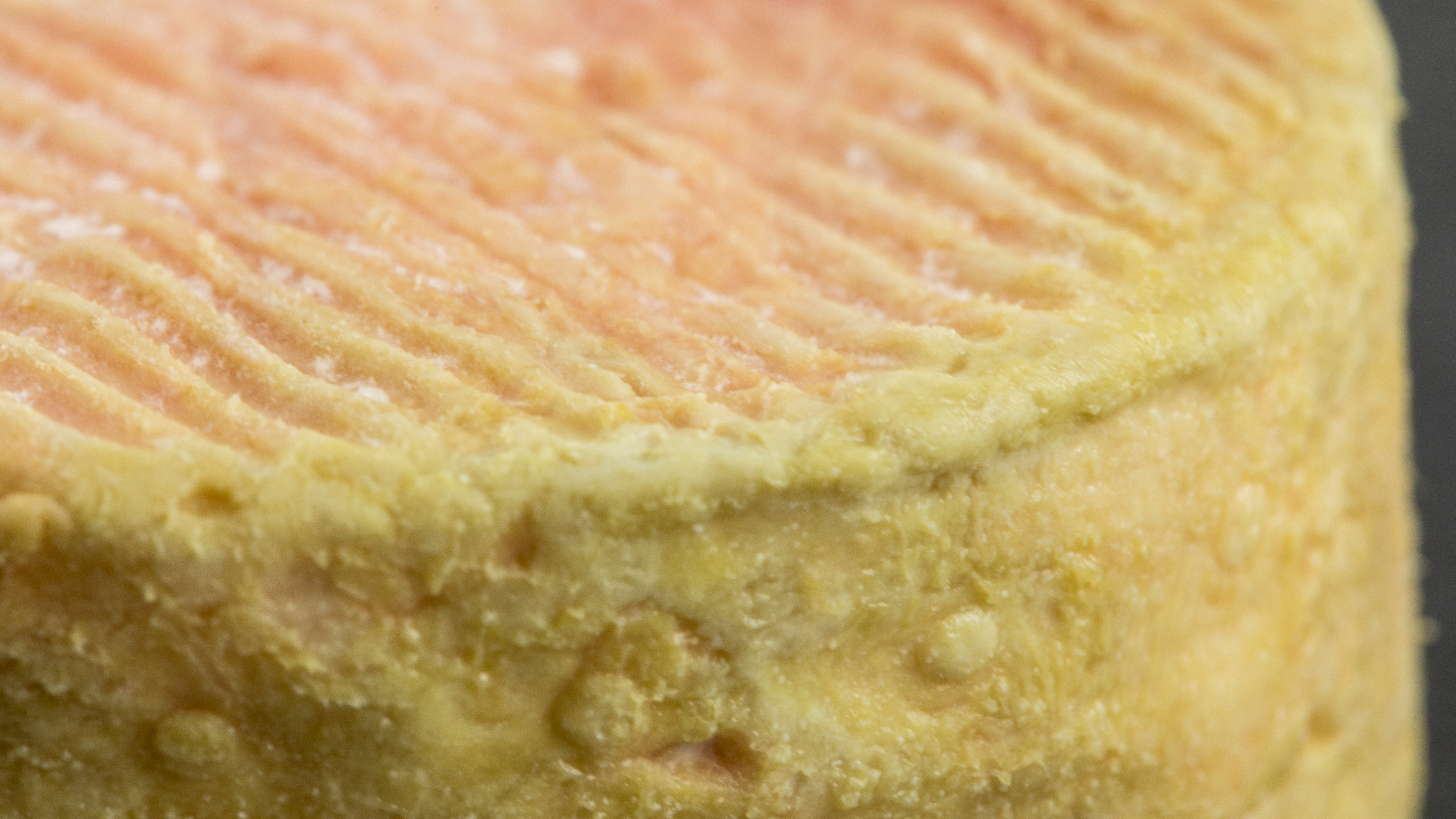
Ausgereifter Petit Munster: Oberfläche mit deutlich erkennbarer Rotschmiere und Pilzbewuchs

Die Käselaibe werden während der Reife etwa alle zwei Tage mit einer Kochsalzlösung gewaschen und anschließend mit einer Rotschmiere geschmiert, die die Reifung und die Entwicklung des charakteristischen Geschmacks und Geruchs des Käses vorantreibt. Die Schmiere besteht vor allem aus Kulturen des Bakteriums Brevibacterium linens als typischstes Rotschmierebakterium, enthält jedoch auch verschiedene andere Bakterienarten wie Enterococcus faecium und Lactobacillus plantarum. Zudem besiedeln zahlreiche weitere Bakterien und Pilze den reifenden Käse und bilden so eine jeweils typische Reifeflora. Vor allem Hefen lassen sich regelmäßig auf der Oberfläche von reifenden Rotschmierekäsen nachweisen und zu Beginn dominieren sie diese aufgrund ihrer Toleranz gegenüber Salzen und Säuren, während durch die Schmierung nach und nach der Anteil der Rotschmierebakterien und anderer Bakterien zunimmt, die sie zum Ende der Reife dominieren. Die Rotschmiere-Flora ist zudem verantwortlich für die rötliche Färbung der Rinde, die durch die Bildung von Carotinoiden und anderer Farbstoffe durch die Bakterien und Hefen der Rindenbesiedelung entsteht.
Während des Reifeprozesses werden Proteine und Lipide sowie andere Inhaltsstoffe der Milch und des späteren Käses abgebaut. Dabei entstehen für die jeweils beteiligten Bakterien und Pilze typische Abbauprodukte, die sich im Käse anlagern und das charakteristische Aroma, den Geruch und den Geschmack bedingen. Je nach Käsesorte kann die Zusammensetzung der entstehenden Komponenten sehr unterschiedlich sein, so lässt sich etwa im Munster und Camembert das ansonsten bislang nur in Wein aufgefundene Thiol (Ethyl-3-mercaptopropionat) nachweisen, das wahrscheinlich als Abbauprodukt schwefelhaltiger Aminosäuren entsteht.
Neben den für den Käse sehr wichtigen Reifebakterien können sich jedoch auch unerwünschte Bakterien ansiedeln, darunter vor allem die für den Befall von Weichkäse bekannten Listerien, vor allem Listeria monocytogenes. Listerien produzieren giftige Stoffe und haben entsprechend vergiftende Auswirkungen auf den menschlichen Organismus, wobei die Symptome je nach Befall von leichtem Unwohlsein über stärkere Magen-Darm-Beschwerden bis hin zu akuter Lebensmittelvergiftung reichen können. In der Regel wird die Besiedlung mit Listerien durch die auf dem Käse vorhandene Käseflora verhindert, also durch die Rotschmiere-Bakterien, vor allem aber auch durch Stämme von Enterococcus faecium und Lactobacillus plantarum, die als inhibierend auf die Besiedlung und Ausbreitung von Listerien bekannt sind.

### Qualitätsfehler
Bei der Herstellung des Munster können verschiedene Fehler eintreten, die die Qualität des Käses beeinflussen. So kann ein unzureichender Ablauf der Molke, etwa durch zu geringe Säuerung des Bruches, oder eine nicht ausreichende Salzung ein übermäßiges Wachstum von Oidien der Pilze und damit eine fettig-schmierige bis sich verflüssigende Rinde auslösen. Eine zu geringe Luftfeuchtigkeit bei der Reifung kann eine trockene und rissige Rinde verursachen. Eine zu weitgehende Reifung der Milch oder eine Übersäuerung des Bruches kann zu kreidiger Teigbeschaffenheit und geschmacklichen Beeinträchtigungen führen.

## Verzehr und Zubereitungen

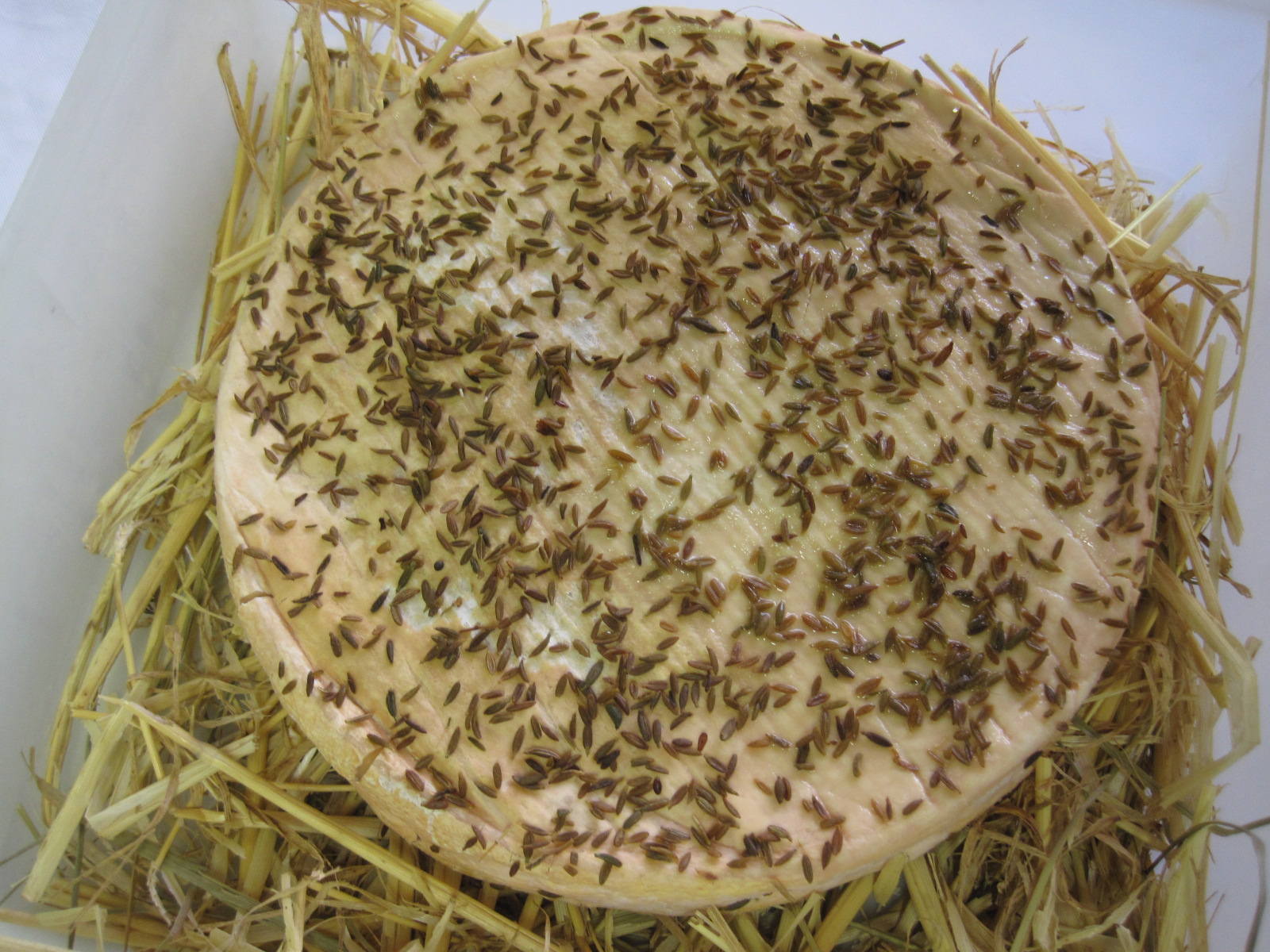
Munster au cumin, Munster mit Kümmel

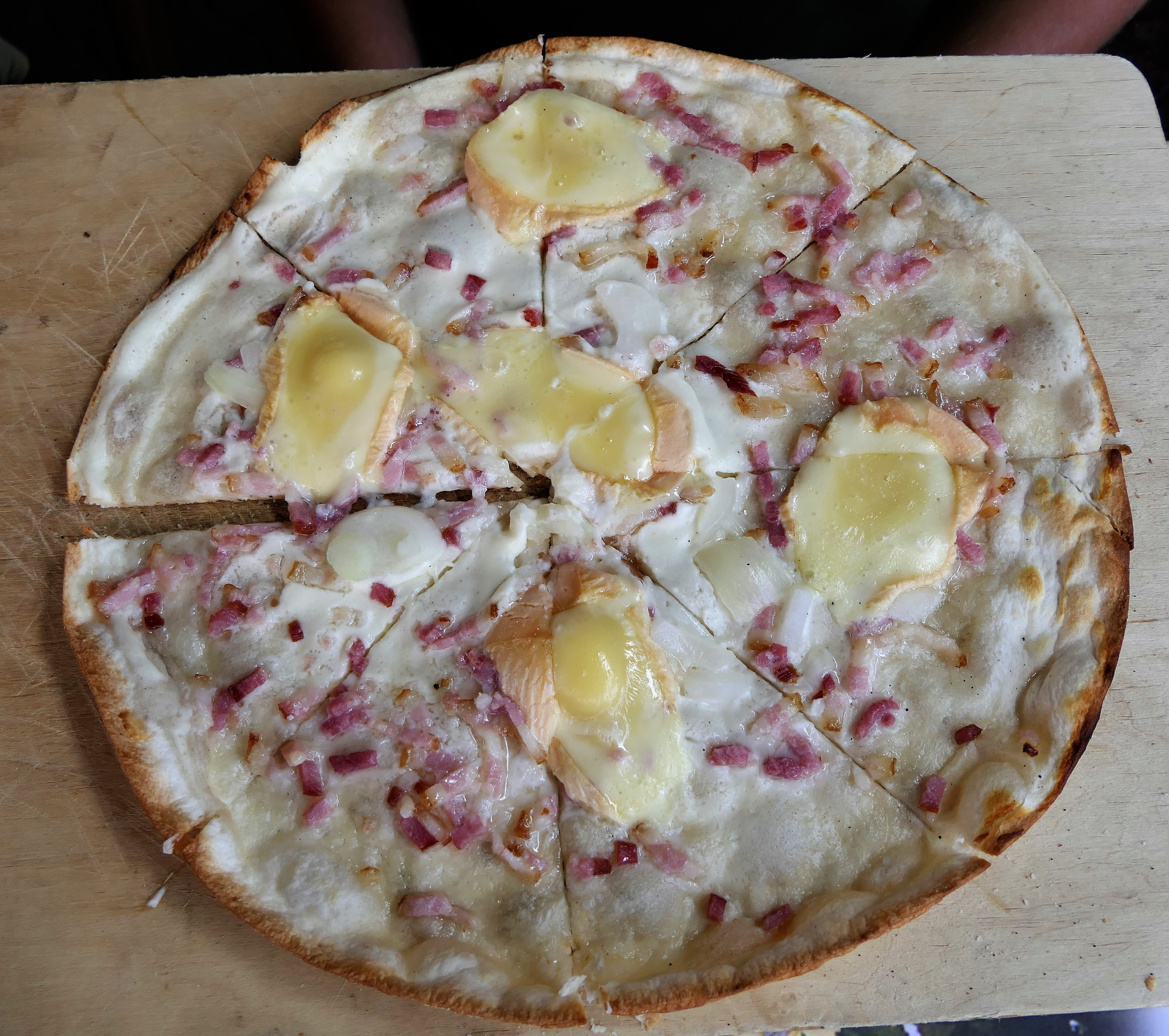
Flammkuchen mit Munster

Der Munster wird in der Regel bei Raumtemperatur pur oder mit etwas separat gereichtem Kümmel bestreut gegessen, dazu können Zwiebeln und frisches Brot gereicht werden. Gekühlter Käse sollte Empfehlungen entsprechend nicht direkt aus dem Kühlschrank gegessen und erst auf Raumtemperatur gebracht werden. Der Sommelier Markus Del Monego erklärte in einem Interview: „ein aromatischer, kraftvoller Munster oder ein intensiver Roquefort ist (…) schon eher die hohe Schule für Käsekenner.“
Der Käse wird allein oder als Teil eines Käsebuffets gereicht. Im Elsass wird er auch als Beigabe zu Brat- oder Pellkartoffeln gegessen sowie als Backkäse oder auch auf Elsässer Flammkuchen (Tarte flambée au munster) zubereitet. In der Regel wird mit einem Munster ein elsässischer Gewürztraminer, ein Grauburgunder oder ein Elsässer Bier (Kronenbourg) getrunken, bei einem jungen Munster kann auch ein Gläschen Kirschwasser gereicht werden. Ein reiferer und kräftigerer Munster wird mit einem entsprechenden Rotwein verzehrt, etwa einem Côte-Rôtie oder einem Haut-Médoc.
Der Baedeker-Reiseführer zum Elsass und den Vogesen beschreibt den Käse zudem als Abschluss der regional typischen Melkermahlzeit (Repas Marcaire), die aus einer Fleischpastete (Tourte de la vallée) als Vorspeise und einem Roïgabrageldi, einem typisch elsässischen Kartoffelkuchen mit geräucherter Schweineschulter besteht. Als Nachspeise wird der Munster als Sieskäs aus Munster-Frischkäse mit Sahne und Kirschwasser sowie ein Heidelbeerkuchen gereicht.
Im La grande Larousse Gastronomique von 2007 wurde ein Rezept des elsässischen Spitzenkochs Jean-Georges Klein für ein Kartoffel-Cappuccino mit Munster veröffentlicht. Dabei wird ein Munster-Mousse aus Geflügelbrühe, Sahne, Erdnussöl, Gelatine und Munster hergestellt und in einen Siphon gefüllt. Die Mousse wird auf ein Püree aus warmen Pellkartoffeln (Monalisa) mit Butter und Milch sowie einer Zwiebelschicht aufgeschäumt, mit Kümmel bestreut und warm serviert.

## Diverses
Der elsässische Autor Jean Egen beschrieb den Munster so: „Odeur pestilentielle, saveur exquise, parfum allemand, charme français“ (Pestartiger Geruch, exquisiter Geschmack, deutscher Duft, französischer Charme).